# Dirty Work (Rolling Stones)
Dirty work is het 18e studioalbum van The Rolling Stones (of de 21e met de Amerikaanse uitgaves). Op 24 maart 1986 werd het album uitgegeven op het Rolling Stones Records label CBS Records. De producer van het album is Steve Lillywhite. Tijdens de opnames van het album was de relatie tussen Mick Jagger en Keith Richards slecht.
Op het album verscheen de cover: Harlem Shuffle wat een hit werd. Meerdere gasten speelden op het album onder wie Tom Waits, Jimmy Page, Patti Scialfa en Bobby Womack.
In 1994 werd het album geremasterd en herdrukt door Virgin Records.

## Nummers
- Alle nummers zijn geschreven door Mick Jagger en Keith Richards tenzij anders is aangegeven.

1. One Hit (to the Body) (Jagger/Richards/Wood) – 4:44
  - Met Jimmy Page op gitaar en Patti Scialfa en Bobby Womack als achtergrondzang.
2. Fight (Jagger/Richards/Wood) – 3:09
3. Harlem Shuffle (Bob Relf/Ernest Nelson) – 3:24
  - Met Bobby Womack en Tom Waits op achtergrondzang.
4. Hold Back (Jagger/Richards) – 3:53
5. Too Rude (Lydon Roberts]) – 3:11
6. Winning Ugly (Jagger/Richards) – 4:32
7. Back to Zero (Jagger/Richards/Leavell) – 4:00
  - Met Bobby Womack op gitaar
8. Dirty Work (Jagger/Richards/Wood) – 3:53
9. Had It with You (Jagger/Richards/Wood) – 3:19
10. Sleep Tonight (Jagger/Richards) – 5:11
  - Met Tom Waits op piano
11. Key to the Highway (Big Bill Broonzy/Charles Segar) – 0:33
  - Een verborgen opname uitgevoerd door Ian Stewart, hij overleed 12 december 1985, net na de voltooiing van het album.

## Bezetting
- Mick Jagger - leadzang, achtergrondzang, mondharmonica
- Keith Richards - elektrische gitaar, zang, akoestische gitaar, piano
- Charlie Watts - drums
- Ronnie Wood - elektrische gitaar, achtergrondzang, bas, akoestische gitaar, pedaal steel-gitaar, drums, tenorsaxofoon
- Bill Wyman - basgitaar, synthesizer

- Jimmy Cliff - achtergrondzang
- Dan Collette - trompet
- Don Covay - achtergrondzang
- Beverly D'Angelo - achtergrondzang
- Anton Fig - percussie
- Chuck Leavell - keyboard
- Kirsty MacColl - achtergrondzang
- Dollette McDonald - achtergrondzang
- Ivan Neville - achtergrondzang, bas, orgel, synthesizer
- Jimmy Page - elektrische gitaar
- Janice Pendarvis - achtergrondzang
- Patti Scialfa - achtergrondzang
- Ian Stewart - piano
- Tom Waits - achtergrondzang, piano
- Bobby Womack - achtergrondzang, elektrische gitaar.

## Hitlijsten
Album
| Jaar | Hitlijst                      | Notering |
| ---- | ----------------------------- | -------- |
| 1986 | Nederlandse Album Top 100     | 1        |
| 1986 | Official Albums Chart Top 100 | 4        |
| 1986 | Billboard 200                 | 4        |

Singles
| Jaar | Single                | Hitlijst                          | Notering |
| ---- | --------------------- | --------------------------------- | -------- |
| 1986 | Harlem Shuffle        | The Billboard Hot 100             | 5        |
| 1986 | Harlem Shuffle        | Mainstream Rock Tracks            | 2        |
| 1986 | Harlem Shuffle        | Hot Dance Music/Club Play         | 4        |
| 1986 | Harlem Shuffle        | Hot Dance Music/Maxi-Single Sales | 5        |
| 1986 | Harlem Shuffle        | UK Top 100 Singles                | 13       |
| 1986 | Winning Ugly          | Mainstream Rock Tracks            | 10       |
| 1986 | One Hit (To The Body) | Mainstream Rock Tracks            | 3        |
| 1986 | One Hit (To The Body) | The Billboard Hot 100             | 28       |
| 1986 | One Hit (To The Body) | UK Top 100 Singles                | 80       |